# 樂法才
乐法才（?—?），字元備，南陽郡淯陽县（今河南省新野县北）人，南朝梁政治人物。西晋樂廣七世孙，乐蔼之子。
年轻时有美名，遊建康，沈约称为才子。南齐南康王蕭宝融为相国，乐法才初仕为府参军，萧颖胄辟为主簿。南梁建立，担任起部郎。天监二年（503年），乐蔼出镇广州，乐法才留在建康，转任金部郎。为父丁忧去官。服丧结束，担任中书通事舍人，出为荊州別駕。入朝为通直散騎侍郎，掌管外交，转任尚書右丞。天监十三年（514年），晋安王蕭綱为荊州刺史，乐法才再次出任荊州別駕。召還为尚書右丞，出为招遠将軍、建康县令。在任不受俸禄，去任时，俸禄将至百金，县吏輸送入国庫。梁武帝蕭衍称道乐法才清節，为百城之表。即日转任太府卿。不久乐法才出任南康郡内史，他耻以让俸受名，推辞不拜。转任雲騎将軍、少府卿，出为信武長史、江夏郡太守。赴任途中，还乡至家，割宅为寺。皇太子蕭綱召他回京，未及出发病卒。享年六十三岁。